# 미니애폴리스 아머리
미니애폴리스 아머리(영어: Minneapolis Armory)은 미국 미네소타주 미니애폴리스에 위치한 실내 경기장이다. 과거 NBA 미니애폴리스 레이커스의 홈 경기장으로 사용되었다. 이 경기장은 2017년 미니애폴리스 역사적 랜드마크로 지정되었다.